# Le Soleil des insomniaques
Pour plus de détails, voir Fiche technique et Distribution.
Le Soleil des insomniaques (Udzinarta mze, უძინართა მზე) est un film géorgien réalisé par Temur Babluani, sorti en 1992.

## Synopsis
La vie d'un médecin généreux, Gela Bendeliani, et de sa riche famille à Tbilissi à l'époque de l'URSS alors que les autorités menacent ses recherches.

## Fiche technique
- Titre : Le Soleil des insomniaques
- Titre original : უძინართა მზე (Udzinarta mze)
- Réalisation : Temur Babluani
- Scénario : Temur Babluani
- Musique : Temur Babluani
- Photographie : Victor Andrievski et Nugzar Nozadze
- Société de production : Georgia-Film et Adam da Eva
- Pays :  Géorgie
- Genre : Drame
- Durée : 123 minutes
- Dates de sortie : 
  -  Russie : 1992 (Kinotavr)

## Distribution
- Elguja Burduli : Gela Bendeliani
- David Kazishvili : Dato
- Lia Babluani
- Eka Saatashvili : Agnessa
- Givi Sikharulidze
- Leo Pilpani
- Flora Shedania
- Lika Kavzharadze
- Soso Jachvliani
- Murtaz Zhvaniya
- Tamila Laskhishvili

## Distinctions
Le film a été présenté en sélection officielle en compétition lors de Berlinale 1993.